# Oblężenie Ladysmith
Oblężenie Ladysmith – oblężenie, które miało miejsce w czasie II wojny burskiej, w dniach od 2 listopada 1899 do 28 lutego 1900 w okolicach Ladysmith w Natalu. Zakończone zdobyciem miasta przez Brytyjczyków.